# Piccole figlie del Sacro Cuore di Gesù
Le Piccole Figlie del Sacro Cuore di Gesù (sigla P.F.S.C.) sono un istituto religioso femminile di diritto pontificio.

## Storia
La congregazione fu fondata dal sacerdote Amilcare Boccio insieme con Guglielmina Remotti. Direttore spirituale del seminario di Stazzano, Boccio incontrò la Remotti a Sale, il suo paese natale, durante le vacanze estive: Baccio convinse la Remotti, impegnata nell'Azione cattolica, a collaborare con lui nel dare inizio a una congregazione per la formazione della gioventù femminile e il 25 marzo 1924, con la benedizione di Simon Pietro Grassi, vescovo di Tortona, il progetto prese corpo.
Nel 1929 la casa-madre fu fissata nell'antico monastero delle clarisse di Sale.
Il nuovo vescovo di Tortona, Egisto Domenico Melchiori, unì alla congregazione una piccola famiglia religiosa che aveva fondato in Campania quando era vescovo di Nola.
La prima casa all'estero fu aperta nel 1947 in Svizzera e nel 1970 le suore si aprirono alla cooperazione missionaria in terra d'Africa fondando una comunità in Madagascar.
La congregazione ricevette il pontificio decreto di lode e l'approvazione delle costituzioni il 21 febbraio 1956.

## Attività e diffusione
Le suore si dedicano all'educazione cristiana e alla formazione religiosa di giovani e fanciulli, all'apostolato della carità in ogni forma, con l'intento di propagare la conoscenza e la devozione del Sacro Cuore di Gesù.
Oltre che in Italia, sono presenti in Madagascar, Perù, Romania e Svizzera; la sede generalizia è a Sale, in diocesi di Tortona.
Alla fine del 2015 l'istituto contava 237 religiose in 38 case.